# Grand Prix Velké Británie 2007
Grand Prix Velké Británie LX Santander British Grand Prix
- 8. červenec 2007
- Okruh Silverstone
- 59 kol × 5,141 km = 303,214 km
- 777. Grand Prix
- 12. vítězství Kimi Räikkönena
- 197. vítězství pro Ferrari
- 37. vítězství pro Finsko
- 48. vítězství pro vůz se startovním číslem 6

## Výsledky

### Pořadí v cíli
| Pozice | Jezdec               | Vůz               | Čas                 |
| ------ | -------------------- | ----------------- | ------------------- |
| 1      | Kimi Räikkönen       | Ferrari F2007     | 1h21:43,074         |
| 2      | Fernando Alonso      | McLaren MP4/22    | á 0:02,459          |
| 3      | Lewis Hamilton       | McLaren MP4/22    | á 0:39,373          |
| 4      | Robert Kubica        | BMW Sauber F1.07  | á 0:53,319          |
| 5      | Felipe Massa         | Ferrari F2007     | á 0:54,063          |
| 6      | Nick Heidfeld        | BMW Sauber F1.07  | á 0:56,336          |
| 7      | Heikki Kovalainen    | Renault R27       | á 1 kolo            |
| 8      | Giancarlo Fisichella | Renault R27       | á 1 kolo            |
| 9      | Rubens Barrichello   | Honda RA107       | á 1 kolo            |
| 10     | Jenson Button        | Honda RA107       | á 1 kolo            |
| 11     | David Coulthard      | Red Bull RB3      | á 1 kolo            |
| 12     | Nico Rosberg         | Williams FW29     | á 1 kolo            |
| 13     | Alexander Wurz       | Williams FW29     | á 1 kolo            |
| 14     | Takuma Sató          | Super Aguri SA07  | á 2 kola            |
| 15     | Christijan Albers    | Spyker F8-VII     | á 2 kola            |
| 16     | Vitantonio Liuzzi    | Torro Rosso STR02 | á 6 kol /Převodovka |
| Kolo   | Odstoupili           | -                 | -                   |
| 43     | Jarno Trulli         | Toyota TF106      |                     |
| 35     | Anthony Davidson     | Super Aguri SA07  |                     |
| 29     | Scott Speed          | Torro Rosso STR02 | Nehoda              |
| 22     | Ralf Schumacher      | Toyota TF107      |                     |
| 16     | Adrian Sutil         | Spyker F8-VII     | Motor               |
| 8      | Mark Webber          | Red Bull RB3      |                     |

### Nejrychlejší kolo
Kimi Räikkönen  – Ferrari F2007 – 1:20.638
- 22. nejrychlejší kolo Kimi Räikkönena
- 199. nejrychlejší kolo pro Ferrari
- 50. nejrychlejší kolo pro Finsko
- 74. nejrychlejší kolo pro vůz se startovním číslem 6

### Vedení v závodě
| Kola         | km         | Jezdec          | %    |
| 1.–15. kolo  | 77,115 km  | Lewis Hamilton  | 26 % |
| 16.–17. kolo | 10,282 km  | Kimi Räikkönen  | 3 %  |
| 18.–37. kolo | 102,82 km  | Fernando Alonso | 34 % |
| 38.–59. kolo | 113,102 km | Kimi Räikkönen  | 37 % |
| ------------ | ---------- | --------------- | ---- |

| Hamilton | R | Alonso | Räikkönen |
| -------- | - | ------ | --------- |

### Postavení na startu
Lewis Hamilton- McLaren MP4/22- 1:19.997
- 3. Pole position Lewise Hamiltona
- 129. Pole position pro McLaren
- 184. Pole position pro Velkou Británii
- 82. Pole position pro vůz se startovním číslem 2
- Modře startoval z boxu.
- Žlutě rozhodující čas pro postavení na startu.
- Červeně posunutí o deset míst na startu – výměna motoru

| *  | *                                     | *  | *                                     | Kvalifikace III.                      | Kvalifikace II.                       | Kvalifikace I.                        |
| -- | ------------------------------------- | -- | ------------------------------------- | ------------------------------------- | ------------------------------------- | ------------------------------------- |
| 1  | Lewis Hamilton McLaren 1'19.997       |    |                                       | Lewis Hamilton McLaren 1'19.997       | Fernando Alonso McLaren 1'19.152      | Fernando Alonso McLaren 1'19.330      |
|    |                                       | 2  | Kimi Räikkönen Ferrari 1'20.099       | Kimi Räikkönen Ferrari 1'20.099       | Kimi Räikkönen Ferrari 1'19.252       | Kimi Räikkönen Ferrari 1'19.753       |
| 3  | Fernando Alonso McLaren 1'20.147      |    |                                       | Fernando Alonso McLaren 1'20.147      | Lewis Hamilton McLaren 1'19.400       | Felipe Massa Ferrari 1'19.790         |
|    |                                       | 4  | Felipe Massa Ferrari 1'20.265         | Felipe Massa Ferrari 1'20.265         | Felipe Massa Ferrari 1'19.421         | Lewis Hamilton McLaren 1'19.885       |
| 5  | Robert Kubica BMW 1'20.401            |    |                                       | Robert Kubica BMW 1'20.401            | Ralf Schumacher Toyota 1'19.860       | Robert Kubica BMW 1'20.294            |
|    |                                       | 6  | Ralf Schumacher Toyota 1'20.516       | Ralf Schumacher Toyota 1'20.516       | Giancarlo Fisichella Renault 1'20.042 | Ralf Schumacher Toyota 1'20.513       |
| 7  | Heikki Kovalainen Renault 1'20.721    |    |                                       | Heikki Kovalainen Renault 1'20.721    | Robert Kubica BMW 1'20.054            | Nick Heidfeld BMW 1'20.534            |
|    |                                       | 8  | Giancarlo Fisichella Renault 1'20.775 | Giancarlo Fisichella Renault 1'20.775 | Heikki Kovalainen Renault 1'20.077    | Heikki Kovalainen Renault 1'20.570    |
| 9  | Nick Heidfeld BMW 1'20.894            |    |                                       | Nick Heidfeld BMW 1'20.894            | Jarno Trulli Toyota 1'20.133          | Mark Webber Red Bull 1'20.583         |
|    |                                       | 10 | Jarno Trulli Toyota 1'21.240          | Jarno Trulli Toyota 1'21.240          | Nick Heidfeld BMW 1'20.178            | Alexander Wurz Williams 1'20.830      |
| 11 | Mark Webber Red Bull 1'20.235         |    |                                       |                                       | Mark Webber Red Bull 1'20.235         | Scott Speed Toro Rosso 1'20.834       |
|    |                                       | 12 | David Coulthard Red Bull 1'20.329     |                                       | David Coulthard Red Bull 1'20.329     | Giancarlo Fisichella Renault 1'20.842 |
| 13 | Alexander Wurz Williams 1'20.350      |    |                                       |                                       | Alexander Wurz Williams 1'20.350      | Jarno Trulli Toyota 1'21.150          |
|    |                                       | 14 | Rubens Barrichello Honda 1'20.364     |                                       | Rubens Barrichello Honda 1'20.364     | David Coulthard Red Bull 1'21.154     |
| 15 | Scott Speed Toro Rosso 1'20.515       |    |                                       |                                       | Scott Speed Toro Rosso 1'20.515       | Vitantonio Liuzzi Toro Rosso 1'21.160 |
|    |                                       | 16 | Vitantonio Liuzzi Toro Rosso 1'20.823 |                                       | Vitantonio Liuzzi Toro Rosso 1'20.823 | Rubens Barrichello Honda 1'21.169     |
| 17 | Nico Rosberg Williams 1'21.219        |    |                                       |                                       |                                       | Nico Rosberg Williams 1'21.219        |
|    |                                       | 18 | Jenson Button Honda 1'21.335          |                                       |                                       | Jenson Button Honda 1'21.335          |
| 19 | Anthony Davidson Super Aguri 1'21.448 |    |                                       |                                       |                                       | Anthony Davidson Super Aguri 1'21.448 |
|    |                                       | 20 | Adrian Sutil Spyker 1'22.019          |                                       |                                       | Adrian Sutil Spyker 1'22.019          |
| 21 | Takuma Sató Super Aguri 1'22.045      |    |                                       |                                       |                                       | Takuma Sató Super Aguri 1'22.045      |
|    |                                       | 22 | Christijan Albers Spyker 1'22.589     |                                       |                                       | Christijan Albers Spyker 1'22.589     |

### Sobotní tréninky
| 1  | Kimi Räikkönen Ferrari 1:19.751       | 2  | Fernando Alonso McLaren 1:19.920      |
| 3  | Felipe Massa Ferrari 1:19.969         | 4  | Lewis Hamilton McLaren 1:20.344       |
| 5  | Nico Rosberg Williams 1:20.666        | 6  | Ralf Schumacher Toyota 1:20.770       |
| 7  | Vitantonio Liuzzi Toro Rosso 1:20.876 | 8  | Heikki Kovalainen Renault 1:20.882    |
| 9  | Nick Heidfeld BMW 1:20.882            | 10 | Anthony Davidson Super Aguri 1:20.915 |
| 11 | Giancarlo Fisichella Renault 1:20.983 | 12 | Mark Webber Red Bull 1:21.002         |
| 13 | Scott Speed Toro Rosso 1:21.039       | 14 | Rubens Barrichello Honda 1:21.140     |
| 15 | Alexander Wurz Williams 1:21.148      | 16 | Robert Kubica BMW 1:21.156            |
| 17 | Jarno Trulli Toyota 1:21.321          | 18 | David Coulthard Red Bull 1:21.343     |
| 19 | Jenson Button Honda 1:21.583          | 20 | Takuma Sató Super Aguri 1:21.745      |
| 21 | Christijan Albers Spyker 1:22.101     | 22 | Adrian Sutil Spyker 1:22.180          |

### Páteční tréninky
| *  | I. Trénink                            | *  | II. Trénink                           |
| -- | ------------------------------------- | -- | ------------------------------------- |
| 1  | Lewis Hamilton McLaren 1:21.100       | 1  | Kimi Räikkönen Ferrari 1:20.639       |
| 2  | Kimi Räikkönen Ferrari 1:21.211       | 2  | Felipe Massa Ferrari 1:21.138         |
| 3  | Felipe Massa Ferrari 1:21.285         | 3  | Ralf Schumacher Toyota 1:21.381       |
| 4  | Fernando Alonso McLaren 1:21.675      | 4  | Lewis Hamilton McLaren 1:15.780       |
| 5  | Nico Rosberg Williams 1:22.006        | 5  | Jarno Trulli Toyota 1:21.467          |
| 6  | Robert Kubica BMW 1:22.107            | 6  | Fernando Alonso McLaren 1:21.616      |
| 7  | Nick Heidfeld BMW 1:22.176            | 7  | Nico Rosberg Williams 1:21.619        |
| 8  | Alexander Wurz Williams 1:22.216      | 8  | Alexander Wurz Williams 1:21.650      |
| 9  | Ralf Schumacher Toyota 1:22.878       | 9  | Mark Webber Red Bull 1:22.137         |
| 10 | Rubens Barrichello Honda 1:22.956     | 10 | Anthony Davidson Super Aguri 1:22.143 |
| 11 | Jarno Trulli Toyota 1:23.030          | 11 | Heikki Kovalainen Renault 1:22.189    |
| 12 | Anthony Davidson Super Aguri 1:23.037 | 12 | Giancarlo Fisichella Renault 1:22.257 |
| 13 | Heikki Kovalainen Renault 1:23.099    | 13 | Robert Kubica BMW 1:22.372            |
| 14 | Giancarlo Fisichella Renault 1:23.179 | 14 | David Coulthard Red Bull 1:22.428     |
| 15 | Jenson Button Honda 1:23.517          | 15 | Nick Heidfeld BMW 1:22.486            |
| 16 | Takuma Sató Super Aguri 1:23.548      | 16 | Takuma Sató Super Aguri 1:22.487      |
| 17 | Mark Webber Red Bull 1:23.564         | 17 | Rubens Barrichello Honda 1:22.511     |
| 18 | David Coulthard Red Bull 1:23.618     | 18 | Christian Klien Honda 1:22.833        |
| 19 | Scott Speed Toro Rosso 1:23.854       | 19 | Scott Speed Toro Rosso 1:22.840       |
| 20 | Adrian Sutil Spyker 1:23.954          | 20 | Vitantonio Liuzzi Toro Rosso 1:23.105 |
| 21 | Vitantonio Liuzzi Toro Rosso 1:24.154 | 21 | Christijan Albers Spyker 1:23.113     |
| 22 | Christijan Albers Spyker 1:24.172     | 22 | Adrian Sutil Spyker 1:23.720          |

### Zajímavosti
- 9. podium v řadě za sebou pro Hamiltona
- 750. GP pro Ferrari
- 100. GP pro Hondu
- 750. GP pro vůz se startovním číslem 4

| Pole position      | Vítězství      | Nej. kolo      |
| Spojené království | Finsko         | Finsko         |
| Lewis Hamilton     | Kimi Räikkönen | Kimi Räikkönen |
| McLaren MP4/22     | Ferrari F2007  | Ferrari F2007  |
| 1'19.997           | 1:21'43.074    | 1'20.638       |
| 231,354 km/h       | 222,630 km/h   | 229,515 km/h   |
| ------------------ | -------------- | -------------- |

### Stav MS
| *  | Jezdec               | Body |
| -- | -------------------- | ---- |
| 1  | Lewis Hamilton       | 70   |
| 2  | Fernando Alonso      | 58   |
| 3  | Kimi Räikkönen       | 52   |
| 4  | Felipe Massa         | 51   |
| 5  | Nick Heidfeld        | 33   |
| 6  | Robert Kubica        | 22   |
| 7  | Giancarlo Fisichella | 17   |
| 8  | Heikki Kovalainen    | 14   |
| 9  | Alexander Wurz       | 8    |
| 10 | Jarno Trulli         | 7    |
| 11 | Nico Rosberg         | 5    |
| 12 | David Coulthard      | 4    |
| 13 | Takuma Sató          | 4    |
| 14 | Ralf Schumacher      | 2    |
| 15 | Mark Webber          | 2    |
| 16 | Sebastian Vettel     | 1    |
| 17 | Jenson Button        | 1    |

| * | Vůz         | Body |
| - | ----------- | ---- |
| 1 | McLaren     | 128  |
| 2 | Ferrari     | 103  |
| 3 | BMW         | 56   |
| 4 | Renault     | 31   |
| 5 | Williams    | 13   |
| 6 | Toyota      | 9    |
| 7 | Red Bull    | 6    |
| 8 | Super Aguri | 4    |
| 9 | Honda       | 1    |

| *  | Stát           | Body |
| -- | -------------- | ---- |
| 1  | Velká Británie | 75   |
| 2  | Finsko         | 66   |
| 3  | Španělsko      | 58   |
| 4  | Brazílie       | 51   |
| 5  | Německo        | 41   |
| 6  | Itálie         | 24   |
| 7  | Polsko         | 22   |
| 8  | Rakousko       | 8    |
| 9  | Japonsko       | 4    |
| 10 | Austrálie      | 2    |